# Smrt Benita Mussolinija
Benito Mussolini, italijanski fašistični diktator, je umrl 28. aprila 1945 v zadnjih dneh druge svetovne vojne v Evropi, ko ga je italijanski partizan usmrtil v majhni vasici Giulino di Mezzegra na severu Italije. Splošno sprejeta različica dogodkov je, da je Mussolinija ustrelil Walter Audisio, komunistični partizan, ki je uporabil ime de guerre »polkovnika Valerio«. Od konca vojne pa so okoliščine Mussolinijeve smrti in identiteta njegovega morilca v Italiji nenehno zmedeni in sporni.
Leta 1940 je Mussolini svojo državo popeljal v drugo svetovno vojno na strani nacistične Nemčije, vendar je kmalu naletel na vojaški neuspeh. Do jeseni 1943 se je zmanjšal na vodjo nemške lutkovne države v severni in osrednji Italiji, soočil pa se je z zavezniškim napredovanjem z juga in vse bolj silovitim notranjim spopadom s partizani. Aprila 1945 so Mussolinijeve razmere postale nevzdržne, ko so zavezniki prebili zadnjo nemško obrambo v severni Italiji in vsesplošno vstajo partizanov v mestih. 25. aprila je pobegnil iz Milana, kjer je imel svoj sedež, in poskušal pobegniti na švicarsko mejo. Njega in njegovo ljubico Claretto Petacci so 27. aprila ujeli lokalni partizani blizu vasi Dongo na jezeru Como. Mussolini in Petacci sta bila ubita naslednje popoldne, dva dni pred samomorom Adolfa Hitlerja.
Trupla Mussolinija in Petaccije so odpeljali v Milano in jih pustili na predmestnem trgu Piazzale Loreto za veliko jezno množico, ki je žalila in fizično zlorabljala. Nato so jih na glavo obesili s kovinskega nosilca nad bencinskim servisom na trgu. Trupla so pretepli, streljali nanje in udarili s kladivi. Sprva so Mussolinija pokopali v neoznačenem grobu, leta 1946 pa so njegovo telo fašistični zagovorniki izkopali in ukradli. Štiri mesece kasneje so ga oblasti izterjale in ga v naslednjih enajstih letih skrivale. Sčasoma je bilo leta 1957 dovoljeno pokopati njegove posmrtne ostanke v grobnici družine Mussolini v njegovem domačem mestu Predappio (Emilija - Romanja). Njegov grob je postal romarski kraj za neofašiste, obletnico njegove smrti pa zaznamujejo neofašistični shodi.
V povojnih letih je bila »uradna« različica Mussolinijeve smrti pod vprašajem v Italiji (vendar na splošno ne mednarodno) na način, ki je primerjal s teorijami zarote na atentat na Johna F. Kennedyja. Novinarji, politiki in zgodovinarji, ki dvomijo o resničnosti Audisijevega poročila, so predstavili najrazličnejše teorije in ugibanja o tem, kako je Mussolini umrl in kdo je bil odgovoren za njegovo smrt. Vsaj dvanajst različnih posameznikov naj bi bilo v različnih časih morilec. Mednje sta bila vključena Luigi Longo in Sandro Pertini, ki sta nato postala generalna sekretarka italijanske komunistične partije oziroma italijanski predsednik. Nekateri pisatelji verjamejo, da je bila Mussolinijeva smrt del operacije britanskih specialnih sil, katere domnevni cilj je bil ogrožanje "tajnih dogovorov" in korespondence z Winstonom Churchillom, ki naj bi jo imel Mussolini, ko je bil ujet. »Uradna« razlaga, pri kateri je Audisio kot Mussolinijev krvnik, ostaja najbolj verodostojna pripoved.

## Predhodni dogodki

### Ozadje
Benito Mussolini je bil italijanski fašistični diktator od leta 1922, najprej kot premier, po zasegu diktatorske oblasti leta 1925 pa z naslovom Il Duce. Junija 1940 je Italijo popeljal v drugo svetovno vojno na strani nacistične Nemčije, ki jo je vodil Adolf Hitler. Po invaziji zaveznikov na Sicilijo julija 1943 je bil Mussolini odstranjen z mesta diktatorja države in aretiran; Italija je nato z zavezniki v Cassabileu podpisala premirje ter kmalu kapitulirala in napovedala vojno Nemčiji.
Kasneje istega leta so Mussolinija v napadu na Gran Sasso rešili nemški specialci, Hitler pa ga je postavil za vodjo Italijanske socialne republike, nemške marionetne države, ustanovljene v severni Italiji s sedežem v mestu Salò blizu Gardskega jezera . Do leta 1944 so "republiko Salò", kot so jo poimenovali, v brutalnem spopadu, ki naj bi postal znan kot italijanski civilni, ne samo, da so zavezniki napredovali z juga, ampak tudi notranji italijanski protifašistični partizani.
Počasi so se borili proti italijanskemu polotoku in poleti 1944 zavzeli Rim in nato Firence, kasneje istega leta pa so začeli napredovati v severno Italijo. Z dokončnim propadom gotske črte nemške vojske aprila 1945 je bil neizbežen popoln poraz republike Salò in njenih nemških zaščitnikov.

### Pobeg iz Milana
18. aprila 1945 je Mussolini zapustil Gargnano, vas blizu Salòja, kjer je živel, in se s celotno vlado preselil v Milano. Sedež je imel v mestni prefekturi. V naslednjem tednu je Mussolini s poslabšanjem vojaških razmer nihal med številnimi možnostmi, vključno z zadnjim stališčem v alpski regiji Valtellina (tako imenovani načrt Ridotto Alpino Repubblicano), begom v Švico ali poskusom pogajanj o mirnih predajanjih partizanskemu vodstvu, CLNAI, ali zaveznikom. Ko so se nemške sile umikale, je CLNAI razglasil splošno vstajo v glavnih severnih mestih. Prav tako je izdal odlok o ustanovitvi ljudskih sodišč, ki je v svoje določbe vključil, kaj bi v praksi pomenilo smrtno obsodbo za Mussolinija:
Člani fašistične vlade in gerarhi fašizma, ki so krivi zatiranja ustavnih jamstev, uničevanja ljudskih svoboščin, ustvarjanja fašističnega režima, ogrožanja in izdaje usode države in njenega vodenja do sedanje katastrofe kaznovan s smrtno kaznijo in v manj resnih primerih dosmrtni zapor.

- CLNAI, odlok z dne 25. aprila 1945, čl. 5
25. aprila popoldne je kardinal Schuster, milanski nadškof, v svoji rezidenci gostil neuspešna mirovna pogajanja med Mussolinijem in predstavniki CLNAI. Tistega večera, z nemško vojsko v severni Italiji, ki naj bi se predala, in CLNAI prevzel nadzor nad Milanom, je Mussolini pobegnil iz mesta, da bi pobegnil s severa v Švico.
Po nekaterih navedbah je 26. aprila Mussolini, ki se mu je zdaj pridružila ljubica Claretta Petacci, večkrat spodletel mejo v Švico. Odpovedal se je temu cilju, se je 27. aprila pridružil koloni Luftwaffe, ki je potovala v konvoju in se umikala proti severu v Nemčijo.

### Ujetje, zapor in smrt
27. aprila 1945 je skupina lokalnih komunističnih partizanov napadla konvoj, v katerem sta potovala Mussolini in Petacci, blizu vasi Dongo na severozahodni obali jezera Como in jo prisilila, da se ustavi. Konvoj je vključeval številne druge italijanske fašistične voditelje. Partizani, ki sta jih vodila Pier Luigi Bellini delle Stelle in Urbano Lazzaro, so v tej fazi prepoznali enega od fašistov, Mussolinija pa ne. Nemci so prisilili, da so predali vse Italijane v zameno, da so Nemcem omogočili nadaljevanje. Sčasoma so odkrili Mussolinija, ki je padel v enem od vozil konvoja. Lazzaro je kasneje dejal:
Njegov obraz je bil kot vosek, pogled pa steklen, a nekako slep. Berem popolno izčrpanost, vendar ne strahu ... Mussoliniju je bilo videti, da mu popolnoma primanjkuje volje in da je duhovno mrtev.
Partizani so prijeli Mussolinija in ga odpeljali v Dongo, kjer je del noči preživel v lokalni vojašnici. V Dongu se je Mussolini 28. aprila okoli 2.30 zjutraj združil s Petaccijem, ki je zaprosil, naj se mu pridruži. Skupno so v konvoju našli in prek partizanov aretirali več kot petdeset fašističnih voditeljev in njihovih družin. Poleg Mussolinija in Petaccija bi bili šestnajst najvidnejših od njih naslednji dan v Dongu na kratko ustreljeni, nadaljnjih deset pa bi jih pobili dve zaporedni noči. 
Na območju okoli Donga so še vedno potekali boji. V strahu, da bi Mussolinija in Petaccija lahko rešili fašistični navijači, so jih partizani sredi noči odpeljali na bližnjo kmetijo kmečke družine z imenom De Maria; verjeli so, da bi bilo to varno mesto za njih. Mussolini in Petacci sta tam preživela preostanek noči in večino naslednjega dne. 

Na večer Mussolinijevega zajetja je Sandro Pertini, socialistični partizanski vodja v severni Italiji, na Radiu Milano sporočil:
Vodja tega združenja prestopnikov Mussolini je bil aretiran, medtem ko je rumen od razdražljivosti in strahu ter poskušal prestopiti švicarsko mejo. Izročiti ga je treba razsodišču, da mu bo lahko hitro sodilo. To si želimo, čeprav se nam zdi, da je izvršbeni vod za tega človeka prevelika čast. Zaslužil bi si, da bi ga ubili kot čudežnega psa. 
28. aprila 1945 je 61-letni fašistični diktator Benito Mussolini zaradi strela umrl.

## Naročila za izvršitev
Obstajajo različna poročila o tem, kdo je odločil, da je treba Mussolinija usmrtiti. Palmiro Togliatti, generalni sekretar komunistične partije, je trdil, da je Mussoliniju odredil usmrtitev pred ujetjem. Togliatti je dejal, da je to storil z radijskim sporočilom 26. aprila 1945 z besedami:
Samo eno je potrebno, da se odločimo, da morajo [Mussolini in drugi fašistični voditelji] plačati s svojim življenjem: vprašanje njihove identitete ". 
Trdil je tudi, da je ukaz dal kot podpredsednik vlade v Rimu in kot vodja komunistične stranke. Premier Ivanoe Bonomi je pozneje zanikal, da je bilo to povedano z dovoljenjem ali odobritvijo njegove vlade.
Višji komunist v Milanu, Luigi Longo, je dejal, da je ukaz prišel iz glavnega poveljstva partizanskih vojaških enot "na podlagi odločbe CLNAI". Longo je nato podal drugačno zgodbo: dejal je, da ko sta s Fermom Solarijem, članom Akcijske stranke (ki je bila del CLNAI), slišala novico o Mussolinijevem ujetju, sta se takoj dogovorila, da ga je treba po hitrem postopku usmrtiti, in Longo dal ukaz, da se izvede. Po besedah Lea Valianija, predstavnika Akcijske stranke pri CLNAI, je odločitev o usmrtitvi Mussolinija v noči z dne 27. na 28. april sprejela skupina, ki je v imenu CLNAI sestavljala sebe Sandro Pertini in komunista Emilio Sereni in Luigi Longo. CLNAI je nato dan po njegovi smrti objavil, da je bil Mussolini ubit po njegovem ukazu. 
V vsakem primeru je Longo naročil komunističnemu partizanu Generalnega poveljstva Walterju Audisiju, naj nemudoma odide v Dongo, da izvrši ukaz. Po Longovih besedah je to storil z besedami "pojdi in ga ustreli". Longo je prosil še enega partizana, Alda Lampredija, da gre tudi on, ker je po Lamprediju Longo mislil, da je Audisio "drzen, preveč neprilagodljiv in prenagljen".
V času njegove diktature so bile predstavitve Mussolinijevega telesa - na primer slike, kako se ukvarja s fizičnim delom bodisi z golimi prsmi ali nagimi gorami - tvorile osrednji del fašistične propagande. Njegovo truplo je ostalo močan simbol po njegovi smrti, zaradi česar so ga privrženci častili ali nasprotniki obravnavali s prezirom in nespoštovanjem ter dobilo širši politični pomen.

## Poznejši dogodki

### Piazzale Loreto
Zvečer 28. aprila so bila trupla Mussolinija, Petaccija in drugih umrlih fašistov natovorjena v kombi in odpeljana proti jugu do Milana. Po prihodu v mesto v zgodnjih urah 29. aprila so jih odvrgli na tla na trgu Piazzale Loreto, primestnem trgu blizu glavne železniške postaje. Izbira lokacije je bila premišljena. Petnajst partizanov je bilo tam avgusta 1944 ustreljenih kot maščevanje za partizanske napade in bombne napade zaveznikov, njihova trupla pa so bila nato dana na ogled javnosti. Takrat naj bi Mussolini pripomnil, "za kri Piazzaleja Loreta bomo drago plačali".
Njihova trupla so ostala na kupu in do 9:00 zjutraj se je zbrala precejšnja množica. Trupla so zasuli z gnilo zelenjavo, jih pljuvali, urinirali na njih, jih streljali in brcali; Mussolinijev obraz je bil močno poškodovan in umazan od krvi zaradi udarcev. Zavezniške sile so v mesto začele prihajati tekom jutra, ameriški očividec pa je množico opisal kot "zlovešč, izprijen, brez nadzora". Čez nekaj časa so bila trupla dvignjena na ogrodje kovinskega nosilca na pol zgrajenega bencinskega servisa Standard Oil in obešena na glavo na trnke za meso. Ta način obešanja so v severni Italiji uporabljali že v srednjem veku, da bi poudarili "sramoto" obešenih. Razlog, ki so ga na ta način navedli tisti, ki so bili vpleteni v obešanje Mussolinija in ostalih, pa je bil zaščita teles pred mafijo. Videti je, da to potrjujejo filmski posnetki tega, kar se je zgodilo.

### Prihod v mrtvašnico in obdukcija
Približno ob 14:00 29. aprila so ameriške vojaške oblasti, ki so v tem času prispele v mesto, ukazale, da se trupla odstranijo in dostavijo v mestno mrtvašnico za izvedbo obdukcije. Snemalec ameriške vojske je fotografiral trupla za objavo, vključno s tistim, na katerem sta bila Mussolini in Petacci postavljena v grozljivo pozo, kot da bi bili z roko v roki. 
30. aprila je bila na Mussoliniju na Inštitutu za pravno medicino v Milanu opravljena obdukcija. Ena različica naslednjega poročila je navajala, da je bil ustreljen z devetimi metki, druga različica pa je določala sedem strelov. Kot vzrok smrti so bili dani štirilje metki blizu srca. Kalibri metkov niso bili ugotovljeni. Vzorci Mussolinijevih možganov so bili odvzeti in poslani v Ameriko v analizo. Namen je bil dokazati hipotezo, da je sifilis pri njem povzročil norost, vendar analiza ni izhajala iz nič; tudi na njegovem truplu niso našli nobenega dokaza o sifilisu. Obsega Petaccija niso opravili.

### Vpliv na Hitlerja
29. aprila zgodaj popoldne je Adolf Hitler izvedel za Mussolinijevo usmrtitev, čeprav ni znano, koliko podrobnosti so mu sporočili. Istega dne je Hitler v svoji zadnji volji in zavezi zapisal, da namerava izbrati samomor, ne pa "pasti v roke sovražnikom" in množicam, in postati "spektakel, ki so ga uredili Judje" Naslednji dan, 30. aprila je Hitler storil samomor v Berlinu, tik preden je mesto padlo pod Rdečo armado in dva dni po Mussolinijevi smrti. V skladu s Hitlerjevimi predhodnimi navodili je njegovo truplo takoj zažgali z bencinom, tako da ni ostalo skoraj nobenih ostankov. 

Nekateri zgodovinarji verjamejo, da je bilo to, kar se je zgodilo Mussoliniju, dejavnik Hitlerjeve odločitve, da se ubije in sežge njegovo truplo. Alan Bullock je dejal, da so novice o Mussolinijevi usodi domnevno povečale Hitlerjevo odločenost, da se izogne ujetju, William L. Shirer pa je menil, da je poznavanje dogodkov okoli Mussolinijeve smrti morda okrepilo Hitlerjevo odločenost, da ni tvegal, da bi njegov padec postal javno ponižanje. Vendar pa je Hugh Trevor-Roper verjel, da je to neverjetno, saj je bilo malo verjetno, da bi o podrobnostih poročali Hitlerju, v vsakem primeru pa se je že odločil za svoje ravnanje. Ian Kershaw ugotavlja, da čeprav ni gotovo, ali so Hitlerju povedali podrobnosti o Mussolinijevi smrti:
če bi res izvedel za celotno krvavo zgodbo, bi to lahko le potrdilo njegovo tesnobo, da bi si vzel življenje, še preden bo prepozno, in preprečil, da bi sovražniki ugrabili njegovo telo.

### Pokončanje in kraja trupla
Po njegovi smrti in razstavi trupla v Milanu je bil Mussolini pokopan v neoznačenem grobu na pokopališču Musocco, severno od mesta. Na velikonočno nedeljo leta 1946 je Mussolinijevo truplo našel in izkopal mladi fašist Domenico Leccisi in še dva njegova prijatelja. V šestnajstih tednih so ga selili iz kraja v kraj - v skrivališčih so bili vila, samostan in samostan - medtem ko so ga oblasti iskale. Na koncu so avgusta (z manjkajočo nogo) našli truplo do samostana Certosa di Pavia, nedaleč od Milana. Dva frančiškanska brata sta bila obtožena, da sta pomagala Leccisiju pri skrivanju trupla. 
Oblasti so nato uredile, da je bilo truplo skrito v kapucinskem samostanu v mestecu Cerro Maggiore, kjer je ostalo naslednjih enajst let. Kje je bilo truplo, je bila skrivnost celo Mussolinijeve družine. Ta položaj je ostal do maja 1957, ko se je novoimenovani premier Adone Zoli strinjal s ponovnim posredovanjem Mussolinija v njegovem rojstnem kraju v Predappiu v Romagni. Zoli se je zanašal na skrajno desnico (vključno s samim Leccisijem, ki je bil zdaj poslanec neofašistične stranke), da bi ga podprl v parlamentu. Prišel je tudi iz Predappija in dobro poznal Mussolinijevo vdovo Rachele.

### Grobnica in obletnica smrti
Ponovno posredovanje v grobnici družine Mussolini v Predappiu je bilo izvedeno 1. septembra 1957, prisotni navijači pa so fašistično pozdravili. Mussolini je bil položen v velik kamnit sarkofag. Grobnica je okrašena s fašističnimi simboli in vsebuje veliko marmornato glavo Mussolinija. Pred grobnico je register za obiskovalce, ki se poklonijo. Grobnica je postala neofašistično romarsko mesto. Številke, ki podpišejo register grobnice, se gibljejo od deset do stotine na dan, na določene obletnice pa se jih na tisoče podpiše; skoraj vsi komentarji podpirajo Mussolinija. 
Obletnica Mussolinijeve smrti 28. aprila je postala eden od treh datumov, ki jih privrženci neofašizma obeležujejo z velikimi shodi. V Predappiu poteka pohod med središčem mesta in pokopališčem. Dogodek običajno privabi tisoče navijačev in vključuje govore, pesmi in ljudi, ki dajejo fašistični pozdrav.

## Povojna polemika
Izven Italije je Audisiova različica, kako je bil ubit Mussolini, v veliki meri sprejeta in je nesporna. V Italiji pa je bila tema od poznih štiridesetih let do danes predmet obsežne razprave in spora in številne teorije o tem, kako je Mussolini umrl, so se razširile. Vsaj 12 različnih posameznikov je bilo v določenem času identificiranih kot odgovornih za streljanje. Primerjane so bile teorije zarote na atentat na Johna F. Kennedyja, ki je bila opisana kot italijanski ekvivalent te špekulacije.

### Teorije smrti
V knjigi Dongo: pol stoletja laži iz leta 1993 je partizanski vodja Urbano Lazzaro ponovil svojo trditev, da je Luigi Longo in ne Audisio »Colonnello Valerio«. Trdil je tudi, da je bil Mussolini nenamerno ranjen v začetku dneva, ko je Petacci poskušal prijeti pištolo enega od partizanov, ki je ubil Petaccija, Michele Moretti pa nato ustrelil Mussolinija. 
Nekateri, med katerimi je bil tudi najbolj vztrajni fašistični novinar Giorgio Pisanò, trdijo, da so bili Mussolini in Petacci ustreljeni v začetku dneva v bližini kmečke hiše De Maria in da je bila usmrtitev v Giulinu de Mezzegra uprizorjena s trupli. Prvi je to predstavil Franco Bandini leta 1978.
Objavljene so bile tudi druge teorije, vključno z očitki, da je streljanje izvedel ne le Luigi Longo, kasneje vodja komunistične partije v povojni Italiji, ampak tudi Sandro Pertini, prihodnji italijanski predsednik. Drugi trdijo, da je Mussolini (ali Mussolini in Petacci skupaj) storil samomor tako, da je pojedel tableto cianida.